# Miranda Lee Richards
Miranda Lee Richards (* 4. April 1975 in San Francisco) ist eine US-amerikanische Singer-Songwriterin.

## Leben
Miranda Lee Richards wurde als Tochter der Cartoonisten Ted und Terese Richards geboren und wuchs in einem vergleichsweise unkonventionellen Künstlermilieu auf. Ihre Kindheit und Jugend in San Francisco wurden wesentlich durch die Underground Comic Szene geprägt, und der berühmte Comic-Künstler Robert Crumb war de facto ihr Patenonkel.
Erste musikalische Erfahrungen sammelte Lee Richards in Schulbands an der McAteer High School of the Arts. Nach ihrem Abschluss beschloss sie zunächst einer professionellen Modelkarriere nachzugehen.
Nach einem Aufenthalt in Paris kehrte Lee Richards in ihre Heimatstadt zurück und nahm ein Studium am San Francisco City College auf. Während der Studienzeit lernte sie durch einen Freund den Gitarristen Kirk Hammett von Metallica kennen, der ihr Kontakte zu Musikindustrie vermittelte und ein wenig Gitarrenunterricht gab. In Kirk’s Kellerstudio wurden erste Songs aufgenommen. Kopien dieser Aufnahmen gelangten später in die Hände des Managers von Brian Jonestown Massacre, und er lud Miranda ein, mit der Band aufzutreten. Das erste gemeinsame Live-Konzert fand in Great American Music Hall in San Francisco im Jahre 1995 statt. Obwohl Lee Richards ihre Auftritte mit der Band nach 6 Monaten beendet hatte, setzte sie die musikalische Zusammenarbeit mit Brian Jonestown Massacre weiter fort: sie schrieb „Reign On“ auf der „Bringing It All Back Home Again“ EP und war Co-Autorin von „Before I Am Gone“ auf dem Album „Give It Back“.
Nach der Trennung von Brian Jonestown Massacre zog Lee Richards nach Los Angeles und begann nach ihrer eigenen musikalischen Ästhetik zu suchen. Hier lernte sie den Produzenten Rick Parker kennen und nahm mit ihm das Debütalbum „The Herethereafter“ auf. Die Lieder dieses, spürbar von der Musik der 1960er Jahre inspirierten, Werkes sind von Country, Folk und Neo-Psychedelic Rock geprägt. Viele Songs dieser Platte landeten auf Soundtracks bekannter amerikanischer Filme und Fernsehserien wie unter anderem Ghost Whisperer, One Tree Hill, Without a Trace und des Thrillers Suspect Zero. In den darauf folgenden Jahren spielte die Künstlerin zahlreiche Konzerte, arbeitete im Studio mit befreundeten Künstlern wie Brian Jonestown Massacre, Tricky oder Tim Burgess von den Charlatans. 2007 traf sie The Jesus and Mary Chain während deren Tournee an der US-Westküste und sang mit Jim Reid „Sometimes Always“ und „Just Like Honey“.
Im Jahre 2009 erschien das zweite Album „Light of X“, das melodiöse, zum größten Teil gitarrenlastige Stücke beinhaltet. Lee Richards hat alle Songs dieses Werkes inklusive der Streicherarrangements selbst geschrieben. Darüber hinaus hat sie die akustischen Gitarren, das Klavier und die Orgel eingespielt. Mitte des Jahres war sie mit dem vorab unveröffentlichten Song „Beautiful Day“ auf dem Soundtrack zur Tragikomödie Adam – Eine Geschichte über zwei Fremde. Einer etwas merkwürdiger als der Andere. vertreten.
Auf dem 2010 erschienenen Delerium-Album „Remixed: The Definitive Collection“ singt Lee Richards den vom britischen Trance-DJ Andy Moor neu abgemischten Song „Send Me an Angel“.

## Stil
Miranda Lee Richards verbindet in ihrer Musik Elemente von Folk, Pop, Country und Psychedelic. Die Künstlerin selbst bevorzugt dafür die Bezeichnung „Psychedelic Chamber Folk Rock“. Zu ihren musikalischen Vorbildern zählt sie Neil Young, John Lennon, The Rolling Stones, Blondie, Mazzy Star, Beck und Chrissie Hynde. In stilistischer Hinsicht sehen manche Kritiker Parallelen zu Hope Sandoval, Cat Power, Bat for Lashes oder Edie Brickell.

## Diskographie
- The Herethereafter (Virgin Records, 2001)
- Early November EP (2008)
- Light of X (Nettwerk Records, 2009)
- Echoes of the Dreamtime (Invisible Hands Music, 2016)
- Existential Beast (Invisible Hands Music, 2017)